# Сабильо, Мерлито
Мерлито Сабильо (англ. Merlito Sabillo), (род. 19 января 1984 года в Тобосо, Западный Негрос, Филиппины) — филиппинский боксёр-профессионал, выступающий в минимальной (до 47,6 кг) весовой категории. Чемпион мира по версии WBO .(2013—2014). В 2014 году проиграл титул нокаутом мексиканцу, Франсиско Родригесу младшему.

## Профессиональная карьера

### Ранние годы профессионального боксера
В 2008 году, в возрасте 24 лет, Сабильо начал свою карьеру профессионального боксера. 1 августа 2010 года он победил Джетли Пурисима единогласным решением судей в двенадцати раундах и выиграл титул чемпиона Филиппинских игр.
8 октября 2011 года он выиграл вакантный титул чемпиона OPBF в минимальном весе у своего земляка Роделя Техареса единогласным решением судей в двенадцати раундах.

### Минимальный вес
9 марта 2013 года Сабильо победил колумбийца Луиса де ла Роса техническим нокаутом в 8 раундах, выиграв временный титул чемпиона мира по версии WBO в минимальном весе. Позже он стал полноправным чемпионом после того, как первоначальный чемпион, Мойсес Фуэнтес, освободил титул, перейдя в первый наилегчайший вес. 13 июля 2013 года он успешно провел свою первую защиту титула против Хорле Эстрада. Он защитил свой титул во второй раз в поединке против никарагуанца Карлоса Буитраго, закончившемся спорным раздельным решением судей. В своем следующем бою он проиграл титул Франсиско Родригесу младшему в десятом раунде техническим нокаутом. 15 ноября 2014 года Мерлито Сабильо проиграл сильному индонезийскому джорнимену Эллиасу Нггенго. Бой превратился в уличную драку, бойцы обменялись несколькими сильными и жёсткими ударами. В конце концов, Мерлито Сабильо проиграл.
12 июня 2015 года он победил своего соотечественника-филиппинца Пауэлла Балаба в 6-раундовом поединке. 29 ноября 2015 года он одержал победу над индонезийским бойцом, Джеки Амис, в 6 раундах. 8 мая 2016 года он встретится с японским боксёром Рику Кано в префектуре Хиого в поединке за временный титул чемпиона OPBF в минимальном весе. Несмотря на то, что оба бойцы продемонстрировали стойкость на ринге и провели лучший бой, в конце концов, Сабильо уступил гораздо более молодому сопернику Рику Кано и проиграл бой за титул чемпиона OPBF в минимальном весе.
11 ноября 2016 года он вернулся в Японию во второй раз, чтобы сразиться с сильным японским боксером-профессионалом Рюей Яманакой за вакантный титул OPBF в минимальном весе. В начале боя Сабильо лидировал, но после того, как Яманака нанес удар в корпус Сабильо и еще несколько серьезных ударов, в результате Сабильо проиграл, и Яманака завоевал титул чемпиона OPBF в минимальном весе.

### Первый наилегчайший вес
27 мая 2017 года он победил индонезийского бойца Джека Амиса в борьбе за вакантный титул Азиатской федерации бокса в первом наилегчайшем весе. Он успешно защитил свой титул чемпиона Азиатской федерации бокса в первом наилегчайшем весе перед своим филиппинским соотечественником Крисоном Омаяо. 17 февраля 2018 года он проиграл непобежденному филиппинскому боксёру Эдварду Хено в 12-раундовом бою за объединение титулов Восточной и тихоокеанской боксёрской федерация и Азиатской федерации бокса в первом наилегчайшем весе. 15 сентября 2018 года он дрался с китайским бойцом Цзин Сян за вакантный титул чемпиона мира по версии Всемирного боксерского совета в первом наилегчайшем весе, но проиграл единогласным решением судей.